# Islas de Castillo Grande
Islas de Castillo Grande es un pequeño archipiélago ubicado en la costa atlántica uruguaya del departamento de Rocha. Se encuentra ubicado frente al cerro de la Buena Vista, entre Barra de Valizas y Cabo Polonio.
En épocas del Virreinato del Río de la Plata, las fragatas-correos españolas solían fondear en proximidades de estas islas, cuando eran sorprendidas por el pampero.
Comprende dos islas:
- Isla del Marco: 34°20′59.84″S 53°44′26.35″O / -34.3499556, -53.7406528 mide 314 metros por 153 y es la más elevada de las costas uruguayas, pues alcanza los 32 metros. Es un roquedal compacto, profundamente erosionado por las olas. Los grandes bloques de granito cilíndrico que se elevan sobre sus costas le han valido el nombre de "El Castillo", que se ha extendido a toda la región. Sobre esta isla no hay tierra ni arena, la única vegetación la constituyen líquenes adheridos a las rocas. Es utilizada como lugar de cría por los lobos.
- Isla Seca: 34°21′5.13″S 53°45′37.11″O / -34.3514250, -53.7603083 más próxima a la costa, de menor tamaño y con abundante vegetación herbácea, interrumpida por grandes bloques de granito de hasta diez metros de altura. Las repetidas visitas de pescadores y cazadores la ha dejado prácticamente desprovista de fauna.